# Marsz generalski

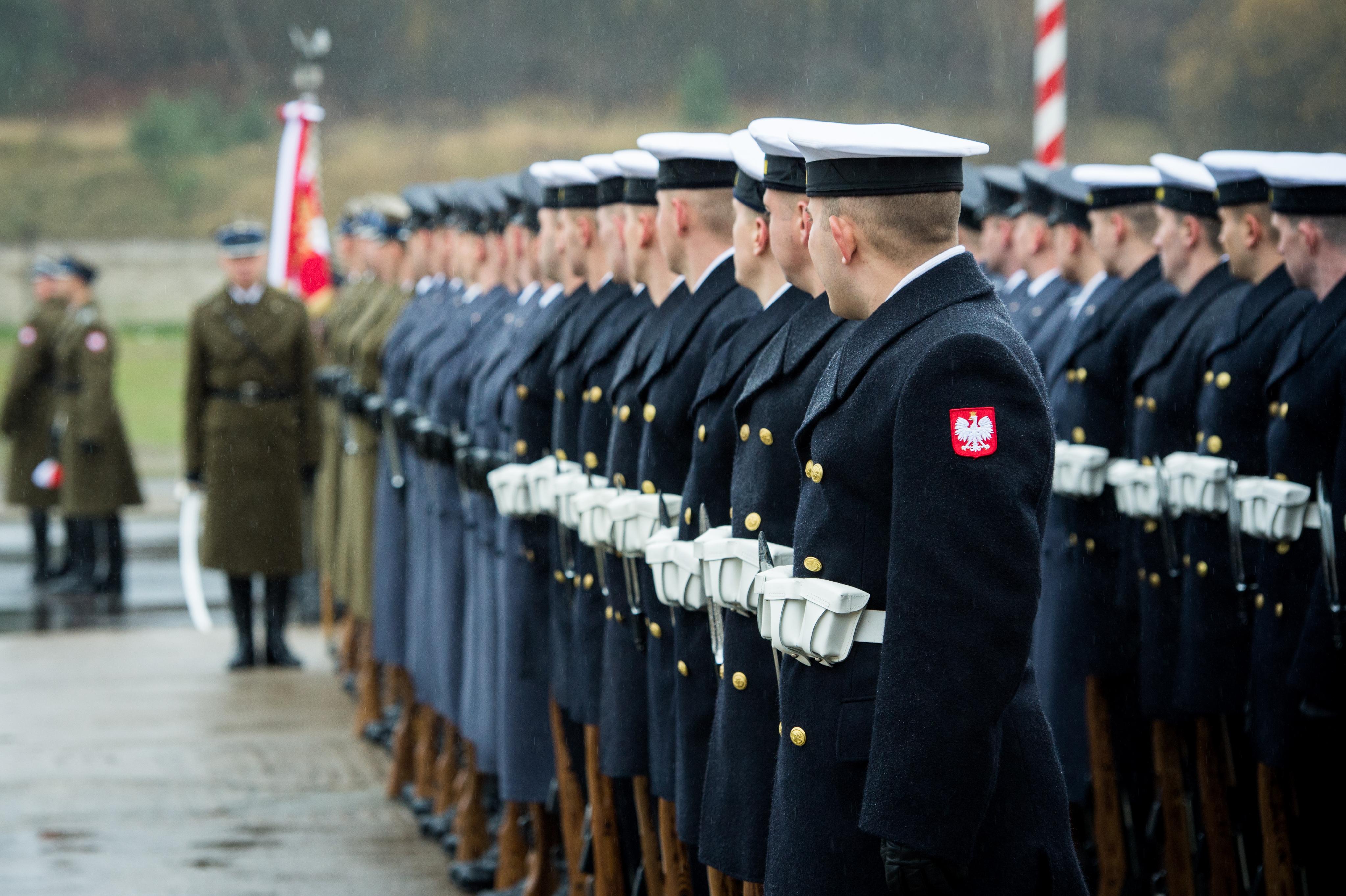
Marsz jest oficjalnym marszem Batalionu Reprezentacyjnego Wojska Polskiego

Marsz generalski B-dur – oficjalny marsz defiladowy Sił Zbrojnych RP i Policji polskiej, a także innych służb mundurowych. Został skomponowany w 1919 lub 1920 r. przez Henryka Melcera-Szczawińskiego jako „Marsz dla generałów”, w związku z konkursem na oficjalny marsz wojskowy. Utwór jest przeznaczony na orkiestrę dętą i zawiera w swej melodyce tematy zaczerpnięte z Mazurka Dąbrowskiego oraz Marszu kosynierów z 1830 r.  Odgrywa się go podczas inspekcji wojsk przez dowódców wojskowych lub polityków.